# Tex Watson
Tex Watson, pseudonimo di Charles Denton Watson Jr. (Farmersville, 2 dicembre 1945), è un criminale statunitense, membro centrale della Famiglia Manson, guidata da Charles Manson.
Il 9 agosto 1969, Watson e altri seguaci di Manson uccisero l'attrice Sharon Tate (che al momento dell'omicidio era incinta di otto mesi) e altre quattro persone al 10050 di Cielo Drive presso il Benedict Canyon, sulle colline di Bel Air, Los Angeles (California). La notte successiva, Watson si recò a Los Feliz e partecipò agli omicidi di Leno e Rosemary LaBianca, nell'ambito della visione di "Helter Skelter" di Manson. Watson fu dichiarato colpevole di omicidio e condannato all'ergastolo nel 1971.

## Biografia

### Primi anni
Watson nacque a Farmersville (Texas) il 2 dicembre 1945 e crebbe nella vicina Copeville; minore di tre fratelli, frequentò la chiesa metodista di Copeville. Al liceo era uno studente meritevole e un buon atleta, oltre a essere redattore del giornale scolastico. Nel settembre del 1964, Watson si trasferì a Denton (Texas), per frequentare la University of North Texas, dove si unì a una confraternita.

### La famiglia Manson
Nel gennaio 1967 Watson iniziò a lavorare presso la compagnia aerea Braniff International come addetto bagagli. Sfruttando i biglietti gratuiti offerti dalla compagnia, frequentò un confratello a Los Angeles dove iniziò a interessarsi alla musica e allo stile di vita psichedelico dei tardi anni 1960. Presto Watson entrò in contatto con alcune donne della Famiglia Manson e successivamente conobbe Charles Manson. Dopo poco tempo Watson decise di unirsi alla Famiglia Manson.

### L'eccidio di Cielo Drive

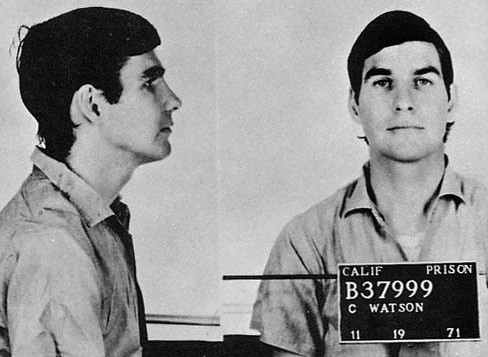
Foto segnaletica di Charles "Tex" Watson (1971)

Il 9 agosto 1969 come membro della Famiglia Manson, Watson accompagnò Susan Atkins, Linda Kasabian e Patricia Krenwinkel alla vasta residenza del regista Roman Polanski e di sua moglie Sharon Tate (all'epoca incinta di 8 mesi) a Cielo Drive a Hollywood. Polanski in quei giorni era a Londra per lavoro per cui in casa si trovavano la Tate e alcuni suoi amici: l'acconciatore Jay Sebring, lo scrittore Wojciech Frykowski e l'ereditiera Abigail Folger.
Watson, che era stato a Cielo Drive in precedenza, salì su un palo del telefono vicino al cancello di sicurezza e tagliò la linea telefonica della casa, quindi insieme alle donne scavalcò la recinzione. Nel frattempo un'auto, guidata dal diciottenne Steven Parent, si era avvicinata al gruppo. Watson gli intimò l'alt e ignorò le richieste di pietà del giovane, sparandogli quattro colpi di revolver al viso e al petto, uccidendolo.
Dopo aver spinto l'auto con all'interno il cadavere di Parent lungo il viale, attraversarono il prato di fronte alla casa e Watson, dopo aver forzato una finestra, si introdusse nella casa e aprì dall'interno la porta principale, facendo entrare Atkins e Krenwinkel. Seguendo gli ordini di Watson, la Atkins trovò tre degli ospiti e, aiutata dalla Krenwinkel, li condusse nel salotto. Watson legò Tate e Sebring insieme al collo con una corda, legandoli a loro volta a una trave del soffitto. Sebring iniziò a opporre resistenza, soprattutto in difesa della gravidanza di Tate, e Watson gli sparò, quindi sottrasse 72 $ dalla borsetta della Folger. Folger e Frykowski cercarono di fuggire ma furono raggiunti al di fuori della casa, dove furono pugnalati a morte in giardino: Watson e gli altri componenti del gruppo inflissero 28 pugnalate a Folger. Tate, Sebring e Frykowski vennero tutti accoltellati e gli ultimi due vennero anche colpiti con armi da fuoco.

### Omicidi LaBianca
La notte successiva, Charles Manson (che, scontento della loro "performance", si era impegnato a mostrare loro "come andava fatto") guidò sei membri della Famiglia Manson, Leslie Van Houten, Steve "Clem" Grogan e i quattro della notte precedente a Los Angeles. Nel marzo 1968, Manson e altri membri della famiglia avevano partecipato a una festa a casa di Harold True a Los Feliz, situata al 3267 Waverly Drive; Manson non voleva uccidere True perché pensava che potessero facilmente risalire a lui, quindi optarono per la casa accanto, dove vivevano Leno e Rosemary LaBianca. Dopo aver guidato lungo la via nell'attesa del momento propizio, Manson e Watson scesero dall'auto, percorsero a piedi il vialetto ed entrarono insieme in casa. Secondo il libro di Watson Will You Die For Me?, Manson teneva gli occupanti sotto tiro mentre lui stesso li legava. Manson tornò quindi alla macchina mandando Krenwinkel e Van Houten in casa.
Le due portarono Rosemary LaBianca nella sua camera da letto mentre Watson uccideva Leno LaBianca nel soggiorno. Rosemary LaBianca fu poi assassinata nella sua stanza da Krenwinkel e Watson, con ulteriori ferite (probabilmente postmortem) inflitte alla schiena da Van Houten. Entrambe le vittime furono pugnalate numerose volte e la parola "WAR" fu incisa sullo stomaco di Leno LaBianca, sul quale fu anche conficcato un forchettone. Krenwinkel imbrattò col sangue delle vittime i muri e altre superfici, con parole e frasi ispirate a testi di canzoni dell'epoca dei Beatles come "WAR", "Healter Skelter", "RISE" e "Death to Pigs".

### Arresto
Il 2 ottobre 1969, Watson abbandonò il Ranch Spahn (California) dove i membri della Famiglia Manson risiedevano e tornò in Texas dove, il 30 novembre 1969, fu arrestato per gli omicidi Tate – LaBianca. Dopo nove mesi di battaglie legali per evitare l'estradizione in California, Watson fu comunque estradato e iniziò uno sciopero della fame e della parola, perdendo 25 chili e cominciando a regredire a uno stato catatonico. Fu quindi ricoverato all'ospedale statale di Atascadero per un periodo di osservazione di 90 giorni per stabilire se fosse idoneo o meno a subire un processo. Watson vi rimase fino al febbraio del 1971, quando fu ritenuto in grado di affrontare il processo.
Il 12 ottobre 1971, Watson fu processato per le sette accuse di omicidio di primo grado e di cospirazione. Una settimana dopo, la giuria impiegò solamente due ore e mezzo per stabilire che Watson era sano di mente.
Il 21 ottobre 1971, Watson fu condannato a morte e arrivò nel braccio della morte della California il 17 novembre 1971. Scampò dall'esecuzione quando la Corte suprema della California, in seguito al caso People v. Anderson, dichiarò illegale la pena di morte, comportando l'annullamento di tutte le sentenze capitali inflitte in California prima del 1972. Watson fu comunque dichiarato colpevole degli omicidi di sette persone - Abigail Folger, Wojciech Frykowski, Steven Parent, Sharon Tate Polanski (incinta di otto mesi), Jay Sebring, Leno LaBianca e Rosemary LaBianca, e quindi condannato all'ergastolo.

### Incarcerazione
Secondo il suo sito web, Watson si convertì al cristianesimo nel 1975. L'autobiografia di Watson Will You Die For Me?, fu invece pubblicata nel 1978. Nel 1979, ha sposato Kristin Joan Svege e attraverso le visite coniugali furono in grado di avere quattro figli (tre maschi e una femmina), ma quelle visite per i condannati all'ergastolo furono vietate nell'ottobre del 1996. Dopo 24 anni di matrimonio, Svege ha divorziato da Watson, dopo aver incontrato un altro uomo nel 2003, pur rimanendo in rapporti di amicizia con l'assassino. Nel 2009 si è laureato presso la California Coast University in gestione aziendale.
Nell'agosto 1982 i Citizens for Truth, un'associazione della California meridionale, presentò circa 80 000 firme di petizione e diverse migliaia di lettere contrarie alla concessione della libertà condizionale a Watson. Il gruppo ricevette il sostegno di Doris Tate, la madre di Sharon Tate. Negli anni successivi il gruppo, insieme a Doris Tate e le sue figlie, Patricia e Debra, presentarono numerose petizioni con oltre due milioni di firme.
Nel 2012, Watson contestò la richiesta riguardo al rilascio di registrazioni contenenti delle conversazioni con il suo avvocato. I membri del Dipartimento di Polizia di Los Angeles (LAPD) ritenevano che tali registrazioni potessero contenere indizi su altri casi di omicidio rimasti irrisolti che coinvolsero la Famiglia Manson. Watson chiese al giudice incaricato di consentire alla polizia di ascoltare i nastri senza però prenderne possesso. Il LAPD ha acquisito i nastri, che si presumeva contenessero le confessioni di Watson riguardo ad altri omicidi, ma essi non contenevano nuove informazioni utili. Nel settembre 2014, Richard Pfeiffer, un avvocato di Leslie Van Houten, dichiarò che stava prendendo in considerazione l'uso dei nastri per cercare informazioni che potrebbero aiutare Van Houten nelle prossime udienze per la libertà condizionale.
La prima data ammissibile per l'udienza per la libertà condizionale di Watson era il 26 novembre 1976; da allora gli è stata negata già 18 volte. Attualmente è incarcerato presso la Casa di Correzione Richard J. Donovan a San Diego, in California. Con l'assistenza di volontari, scrive sul sito web Abounding Love Ministries.

## Riferimenti nella cultura di massa
- Nel film di Quentin Tarantino C'era una volta a... Hollywood del 2019, Watson è interpretato da Austin Butler.
- Watson è interpretato dall'attore Christopher Backus nella serie televisiva Mindhunter in onda su Netflix. Appare nell'episodio 5 della seconda stagione.